# Осиновка (Ставропольский район)
Оси́новка — село в Ставропольском районе Самарской области.

## География
Расположено на юге Самарской луки — недалеко от берега Саратовского водохранилища между сёлами Винновка и Ермаково.

## История

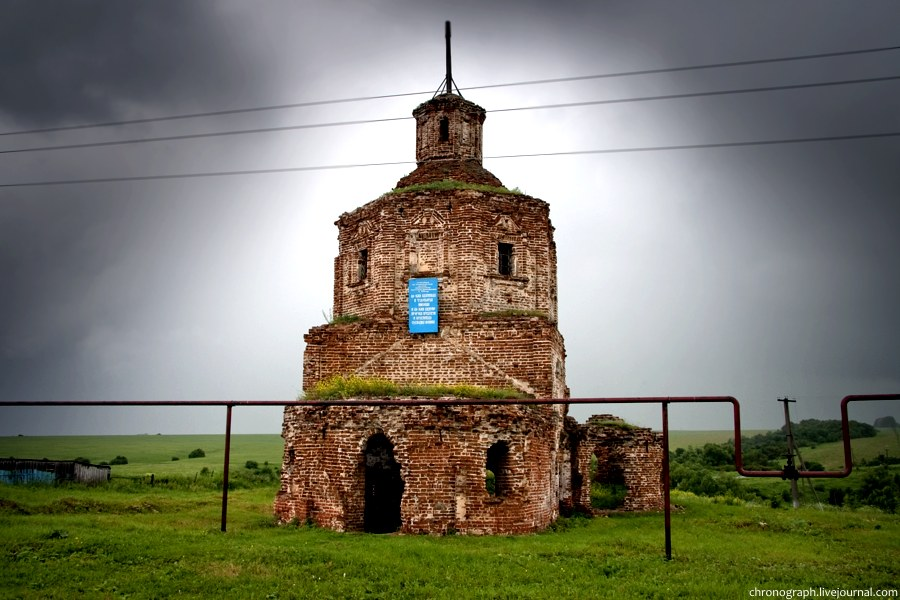
Руины храма

Село упоминается с 1647 года. Основано предположительно беглыми крестьянами.
В 1714 году в селе была построена каменная церковь во имя Николая Чудотворца (разрушена, нынче она является старейшей из сохранившихся на территории Самарской Луки. По легенде считается, что она была построена графом А. Д. Меншиковым за чудесное спасение его от гибели во время шторма на Волге Николаем Чудотворцем. Есть предположение, что находится она на месте развалин более старой церкви.

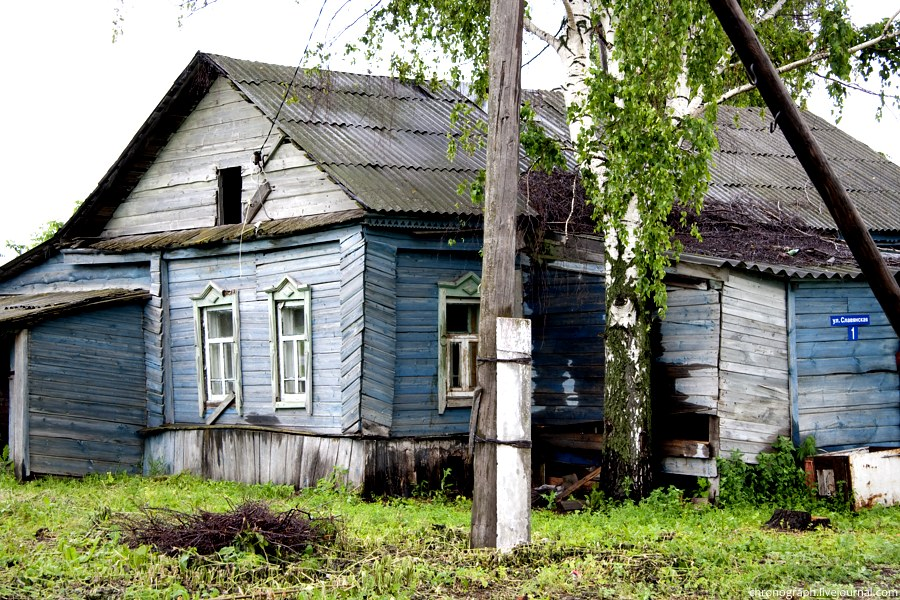
типичный жилой дом

В 1870 году в селе была открыта первая школа. Она была трёхлетней, в ней преподавались грамота, арифметика, закон Божий, элементарная история. Все классы занимались в одной комнате, применялись и розги. Первым учителемв школе стал Аким Дмитриевич Лапшин.
Первый фельдшерский пункт открылся в селе только в 1910 году. До этого раз в неделю в село заезжал фельдшер из Соснового Солонца, к которому обращались больные.
В 1918 году в селе была установлена Советская власть.
В 1928 году был создан колхоз «Красный строитель», а немного позднее и коммуна «Красная Заря», в которую входило 7-15 дворов. но уже в июне 1929 года коммунары вошли в колхоз, где насчитывалось к тому времени 27-30 дворов. Во время коллективизации около 80 % жителей села стали колхозниками. В 1933 году в колхозе появился первый трактор, в 1934 году была создана МТС. Позднее колхоз был объединен с колхозом из Винновки и получил название «Колхоз имени Молотова».
Колхоз занимался животноводством и полеводством, имелась также пасека. В селе работала начальная школа, имелся большой деревянный клуб, кузница, механическая и ветряная мельницы. В библиотеке насчитывалось до 3 тыс. книг.
В 1929 году церковь была закрыта, четыре раза предпринимались попытки её взорвать, однако она всё ещё стоит, хотя восстановлению уже не подлежит. Однако несмотря на сильные разрушения является уникальным для региона памятником архитектуры начала XVIII века, сочетающим русскую ярусную архитектуру конца XVII века и элементы европейского барокко начала XVIII века.
В годы Великой Отечественной войны до сотни жителей села ушли на фронт, более 60 из них не вернулись.
31 октября 1967 года к 50-летию Октябрьской революции в Осиновке был открыт памятник-обелиск героям Гражданской войны братьям Лазаревым — Ивану Фёдоровичу и Павлу Фёдоровичу.
В 1970-х годах в селе насчитывалось около 80 домов. Большинство жителей работало в колхозе, носившем название «Волгарь» и объединявшем Осиновку, Винновку, Ермаково. Правление колхоза находилось в Осиновке. В 1975 году колхоз вошёл в состав колхоза имени Куйбышева, став его третьим отделением.
В 1977 году в Сосновом Солонце был построен животноводческий комплекс, после чего дойной стадо было переведено туда. И без того малонаселённое село потеряло ещё многих жителей, перебравшихся в соседние населённые пункты. Село считалось неперспективным и постепенно пустело. Но администрация колхоза имени Куйбышева в лице нового председателя Н. И. Ананьева заняло обустройством Осиновки. В конце 1980-х в селе было построено 5 двухэтажных домов, позднее 4 коттеджа, новое жилье досталось механизаторам колхоза, а также переселившимся в село горожанам. В 1989 году была проложена асфальтированная дорога через Осиновку до Винновки. В 1991 году появилась АТС на сто номеров.

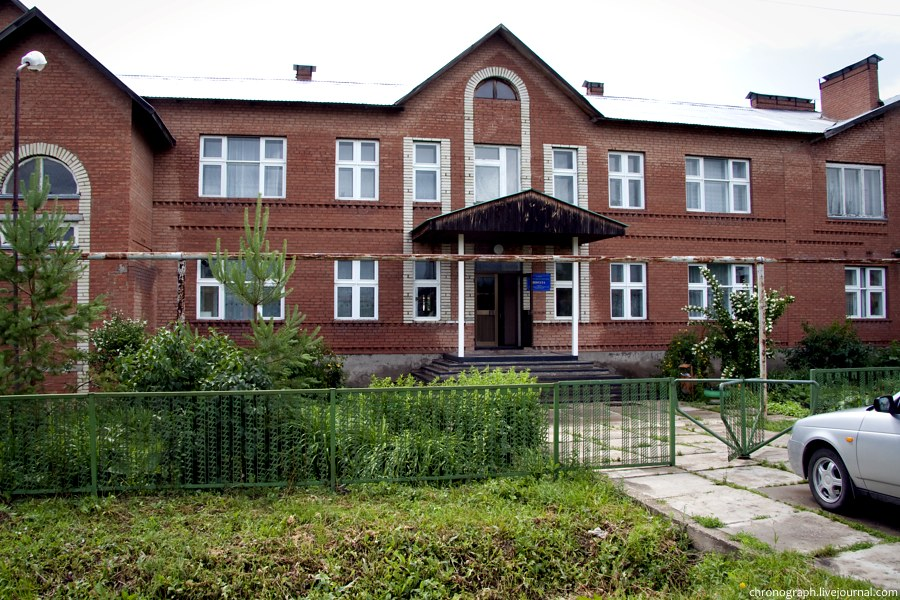
Новая школа

Число жителей постепенно росло. На 1 января 1995 года население Осиновки составляло 255 человек.
В 1998 году была построена новая школа, все улицы села были заасфальтированы, население составляло уже около 320 человек.

## Население
| 2010 |
| ---- |
| 288  |

| 255 | 288 |